# Pediasia alaicus
Pediasia alaicus là một loài bướm đêm trong họ Crambidae.